# نوریوتپا، استرالیای جنوبی
نوریوتپا (به انگلیسی: Nuriootpa) یک شهرک در استرالیا است که در استرالیای جنوبی واقع شده‌است.